# Helicobia aurescens
Helicobia aurescens är en tvåvingeart som först beskrevs av Townsend 1927.  Helicobia aurescens ingår i släktet Helicobia och familjen köttflugor. Inga underarter finns listade i Catalogue of Life.